# Crevillent
Crevillent (in castigliano Crevillente) è un comune spagnolo situato nella comunità autonoma Valenciana.

## Amministrazione

### Gemellaggi
- Fontenay-le-Comte, dal 1968
- Fontenay-le-Fleury
- La Guera